# Pseudocyclosorus repens
Pseudocyclosorus repens là một loài thực vật có mạch trong họ Thelypteridaceae. Loài này được (C. Hope) Ching miêu tả khoa học đầu tiên năm 1963.